# Antonowo (gmina)
Antonowo (bułg. Община Антоново) – gmina w północno-wschodniej Bułgarii, w obwodzie Tyrgowiszte.

## Miejscowości
Miejscowości wchodzące w skład gminy Antonowo:
- Antonowo (bułg. Антоново) - siedziba gminy,
- Bankowec (bułg. Банковец),
- Bogomołsko (bułg. Богомолско),
- Bukak (bułg. Букак),
- Chałwadżijsko (bułg. Халваджийско),
- Czekanci (bułg. Чеканци),
- Czerna woda (bułg. Черна вода),
- Czerni brjag (bułg. Черни бряг),
- Dewino (bułg. Девино),
- Dłyżka polana (bułg. Длъжка поляна),
- Dobrotica (bułg. Добротица),
- Dołna Złatica (bułg. Долна Златица),
- Dybrawica (bułg. Дъбравица),
- Głaszataj (bułg. Глашатай),
- Golamo Dolane (bułg. Голямо Доляне),
- Gorna Złatica (bułg. Горна Златица),
- Izworowo (bułg. Изворово),
- Jarebiczno (bułg. Яребично),
- Jastrebino (bułg. Ястребино),
- Jazowec (bułg. Язовец),
- Kapiszte (bułg. Капище),
- Kitino (bułg. Китино),
- Kjosewci (bułg. Кьосевци),
- Konop (bułg. Коноп),
- Krajpole (bułg. Крайполе),
- Kruszołak (bułg. Крушолак),
- Kypinec (bułg. Къпинец),
- Lubiczewo (bułg. Любичево),
- Małka Czerkowna (bułg. Малка Черковна),
- Małogradec (bułg. Малоградец),
- Manuszewci (bułg. Манушевци),
- Meczowo (bułg. Мечово),
- Milino (bułg. Милино),
- Morawica (bułg. Моравица),
- Morawka (bułg. Моравка),
- Oracz (bułg. Орач),
- Pczełno (bułg. Пчелно),
- Pirinec (bułg. Пиринец),
- Porojno (bułg. Поройно),
- Prisojna (bułg. Присойна),
- Rawno seło (bułg. Равно село),
- Razdełci (bułg. Разделци),
- Semerci (bułg. Семерци),
- Słynczowec (bułg. Слънчовец),
- Stara reczka (bułg. Стара речка),
- Starcziszte (bułg. Старчище),
- Stewrek (bułg. Стеврек),
- Stojnowo (bułg. Стойново),
- Strojnowci (bułg. Стройновци),
- Swirczowo (bułg. Свирчово),
- Swobodica (bułg. Свободица),
- Sziszkowica (bułg. Шишковица),
- Tajmiszte (bułg. Таймище),
- Tichowec (bułg. Тиховец),
- Treskawec (bułg. Трескавец),
- Welikowci (bułg. Великовци),
- Welowo (bułg. Вельово).